# Abisoye Ajayi-Akinfolarin
Abisoye Ajayi-Akinfolarin (Akure, Estado de Ondo19 de maio de 1985), nascida Abisoye Abosede Ajayi, é uma empresária de negócios de impacto social, especialista em desenvolvimento humano, nigeriana. Seu trabalho abrange educação, desenvolvimento jovem e liderança pública.
Ela é a fundadora e CEO da Pearls Africa Youth Foundation, uma organização sem fins lucrativos focada na educação de meninas e mulheres em comunidades carentes por meio do acesso à proficiência em tecnologia e orientação para a independência financeira. No ano de 2018, em novembro, Ajayi-Akinfolarin foi eleita uma das dez pessoas na lista CNN Heroes . Ela também foi listada como uma das cem mulheres na BBC 100 Women.
Abisoye tem anos de experiência em Tecnologia da Informação, Programação de Computadores, Análise de Dados e devoção sustentada para criar a diferença.

## Biografia
Abisoye é filha de James Olaniyi Ajayi e Christina Titilayo Ajayi em. Ela freqüentou o Instituto Nigeriano de Tecnologia da Informação (NIIT), e ainda frequentou a Universidade de Lagos, onde obteve o diploma de bacharel em administração de empresas, um curso baseado nas principais funções de negócios que acentuam a aplicação de tecnologia da informação, trabalho em equipe e solução de problemas . Abisoye é um bolsista maçom com mestrado em administração pública em meio de carreira e ex-aluno da Universidade Kennedy de Harvard . Ela também é Adrian Cheng Fellow, uma bolsa para agentes de mudança comprometidos em abordar problemas sociais urgentes de maneiras novas e criativas.

## Percurso
Abisoye iniciou a sua carreira na EDP Audit and Security Associates como consultora estagiária, 3 anos depois trabalhou como Associate Consultant e Analista de Dados a tempo inteiro durante cinco anos. Seu trabalho é baseado na importância de meninas e mulheres serem não apenas consumidoras de soluções ou produtos de tecnologia, mas também criadoras. Assim, essas senhoras e mulheres têm autonomia para resolver problemas em suas comunidades e desenvolver um valor para si mesmas, o que deu origem ao GirlsCoding, um programa emblemático da Pearls Africa.
Querendo ajudar a fechar essa lacuna e incentivar mais mulheres em sua área, Abisoye estabeleceu sua própria organização sem fins lucrativos. Em 2012, ela fundou a Pearls Africa Youth Foundation, uma organização não governamental que auxilia meninas no desenvolvimento de habilidades tecnológicas por meio de vários programas, incluindo; GirlsCoding, GC Mentors, GirlsInSTEM e Empowered Hands . Desde 2012, a organização treinou mais de 400 mulheres jovens em programação.

## Prêmios e reconhecimentos
- Homenageada CNN Heroes, 2018
- BBC 100 Mulheres, 2018[6]
- Prêmio Mulheres do Ano 2018 da ONE[7]